# Adile Sultan (dcera Selaheddina)
Adile Sultan (7. února 1887 – 7. prosince 1973) byla osmanská princezna. Byla dcerou Şehzade Mehmeda Selaheddina a vnučkou sultána Murada V. Její matkou byla otcova druhá manželka Tevhide Zatıgül Hanım.

## Mládí
Adile se narodila 7. února 1887 v paláci Çırağan. Jejím otcem byl princ Şehzade Mehmed Selaheddin, syn sultána Murada V. a Reftarıdil Kadın. Její matkou byla Tevhide Zatıgül Hanım, dcera Ibrahima Beye. Její matka měla kromě ní ještě tři dcery - Celile Sultan, Rukiye Sultan a Emine Atiye Sultan.

## Manželství
Jejím prvním manželem se v roce 1910 stal Faik Bey. Společně neměli žádné děti a v roce 1913 se rozvedli. Jejím druhým manželem se v roce 1914 stal Moralizade Selaheddin Ali Bey. Společně měli jednu dceru, princeznu Niloufer, která se narodila v roce 1916. V roce 1918 Adile ovdověla.

## Filantropie
Okolo roku 1911 byla v Kadıköy zřízena charitativní organizace, jejímž patronem byla Adile. Nabízela jídlo, léky a oblečení pro sirotky a staré osamělé ženy. Mimo jiné také darovala oblečení pro děti do dvou škol a každý den podala snídani a polévku více než sto lidem.

## Život v exilu
V březnu roku 1924 byla celá rodina Osmanů vystěhována do exilu, Adile se spolu s dcerou usadily ve Francii, konkrétně v přímořském městě Nice. V roce 1931 se její dcera provdala za Moazzama Jaha, syna Mir Osman Ali Khana, nizáma z Hyderabadu, a společně s ní odjela do Indie, aby jí zde pomohla se usadit. Niloufer se v roce 1952 s Moazzamem rozvedla a vrátila se zpět za matkou do Francie.
Adile zemřela 7. prosince 1973 v Paříži a byla pohřbena na hřbitově Bobigny.